# StarBlade
StarBlade is een videospel dat werd ontwikkeld en uitgegeven door Silmarils. Het spel kwam in 1990 uit voor verschillende platforms. Het spel speelt zich af in het jaar 3001. De mens heeft zich verspreid over het Orion sterrenstelse door middel van de insectizoid Cephalhydras. Door genetische manipulatie produceert de insectizoid Genolyn. Hiermee kunnen superkrijgers gemaakt worden die mensen overall in het sterrenstelsel kunnen doden. Het perspectief van het spel is in de derde persoon.

## Platforms
| Platform | Jaar |
| -------- | ---- |
| Amiga    | 1990 |
| Atari ST | 1990 |
| DOS      | 1990 |

## Ontvangst
| Beoordeeld door | Platform | Datum         | Score |
| --------------- | -------- | ------------- | ----- |
| Zzap!           | Amiga    | oktober 1990  | 63%   |
| Amiga Joker     | Amiga    | oktober 1990  | 63%   |
| Atari ST User   | Atari ST | augustus 1993 | 47%   |
| Power Play      | DOS      | oktober 1990  | 39%   |
| Power Play      | Amiga    | oktober 1990  | 39%   |
| Power Play      | Atari ST | oktober 1990  | 39%   |
| Amiga Power     | Amiga    | mei 1991      | 33%   |